# 国民精神総動員

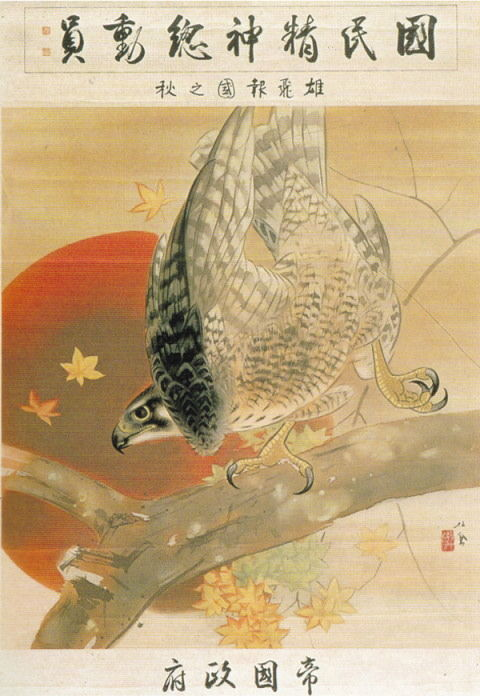
政府が作成した豪華版ポスター「雄飛報国之秋」

国民精神総動員（こくみんせいしんそうどういん、旧字体：國民精󠄀神󠄀總動員）は、日中戦争が激化により国民生活の負担が増加する中、国民の不満を押さえ付け戦争遂行に協力させるべく、大日本帝国政府が、大政翼賛会や情報局を設立し、1937年（昭和12年）9月から行った、生活や思想を統制するための軍国主義政策の一つ。「国家のために自己を犠牲にして尽くす国民の精神（滅私奉公）」を涵養すべく推進した、官製の国民運動。略して精動とも。消費節約、貯蓄奨励、勤労奉仕、生活改善などを旨としたスローガンがメディアを通じて提唱され、国民の戦争協力体制構築を図った。

## 概要
1932年、満州事変の翌年の日本では、五一五事件により軍事政権が発足し、同時に革新官僚らによる選挙粛正運動も続いていた。文部省は8月23日、学生思想問題調査委員会の諮問に基づき、国民精神文化研究所を創設した。
帝国議会は1933年、アンシュルスの影響で国家総動員法を可決。他方、帝国弁護士会はワシントン海軍軍縮条約廃止に向けて活動していた。1934年、ナチスの日本支部が設立され、司法省はナチス法を研究し、写真フィルムの国産化を目指す富士写真フイルムも設立された。民間ではナチスを信奉する国体擁護聯合会（代表的な委員に入江種矩、岩田愛之助、寺田稲次郎等）が発足し、これに76の右翼系の団体が加盟した。
文部省は1935年に学制を改革して青年学校を創設し、1936年（昭和11年）、二・二六事件ののち、5月には全国に思想犯保護観察所が設けられ、外務省は11月、ナチス・ドイツと日本政府はベルリンで防共協定に調印し、ソビエト連邦の国際共産主義運動に対する共同防衛政策を取ることになった。
1937年（昭和12年）7月7日に起こった盧溝橋事件以降の、日中戦争（支那事変）を契機に、第1次近衛内閣は女性や子供など非戦闘員を含む国民全員の戦意を昂揚させ、戦争遂行に協力させようとの目的で、同年8月24日、「挙国一致」「尽忠報国」「堅忍持久」の三つのスローガンを掲げた「国民精神総動員実施要綱」を閣議決定した。9月5日には、近衛や外務大臣広田弘毅ら内閣が帝国議会に出席し、大蔵大臣賀屋興宣が「日支間の事件の拡大に伴い、これに対処すべき財政経済に関する方針」について演説を行い、国民精神総動員予算を議会に承認させた。予算額は「臨時軍事費に於て20億2200余万円、一般会計各省所管に於て4200余万円」であった。その後の9月9日、「国民精神総動員実施要綱」は、内閣訓令として発布された。

## 組織

### 国民精神総動員中央連盟
10月12日に古参の軍人・官僚を幹部として、内務省、内閣情報委員会及び文部省が共同で所管する「国民精神総動員中央連盟」が設立された。この組織には、国体擁護聯合会も含め、海軍協会、大日本武徳会、日本医師会、日本獣医師会、全国神職会、全国市長会など、72の全国団体が加盟していた。
10月13日、第一回国民精神総動員強調週間が始まった。長期戦と物資不足が懸念されていた日中戦争および、のちに加えて太平洋戦争に際して、「ぜいたくは敵だ!」などの標語（後述）を街頭・新聞などで掲げたほか、パンフレットや教育映画・ラジオなど、メディアを使った宣伝に努めた（プロパガンダおよびマスメディアの戦争責任も参照）。子供向けには銃後支援、軍事援護、国民貯蓄奨励などを題材にした国策紙芝居が製作され、小学校を中心に上演された。
当初は精神運動の性格が強かったが、やがて国民服やモンペ姿を男女の制服として推奨する教化運動など、具体的な国策協力を中心とするようになり、国民に耐乏生活を強いるにいたった。
1938年（昭和13年）にはヒトラー・ユーゲントの次長ラインホルト・シュルツェが日本にも来訪し、2月4日、ナチス党員である日独文化協会主事のワルテル・ドーナートとともに、宮崎県を査察して、1935年創設の集団勤労事業の祖国振興隊に好印象を持ったという。その結果、元宮崎県会議員の伊東岩男議員、栃木県会議員の木村浅七議員らが衆議院で「祖国振興隊全国普及に関する建議案」を提案するに至り、3月24日、文部省事業として可決された。これが神奈川県、石川県、三重県などにも広まり、1938年6月9日には文部省が「集団勤労作業運動に関する文部次官通牒」を発表した。11月には日独文化協定が締結され、学校教員の任命は、ナチスドイツと連帯しての国策事案となった。
同年までには銀行や会社の多くが半ドンを返上、労働強化も進められた。上意下達型の運動の限界もあり、まもなく一般社会には不満が鬱積し始めた。

### 国民精神総動員委員会
1939年（昭和14年）3月28日には国民精神総動員委員会官制（勅令）が発布され、内閣の所管組織として「国民精神総動員委員会」が設置され、運動は二本立てとなった。委員長荒木貞夫文部大臣以下文部官僚59名と、幹事内閣情報部長横溝光輝以下21名の内閣官僚が委員となった。
6月16日、国民精神総動員委員会は、遊興営業の時間短縮、ネオン全廃、中元歳暮の贈答廃止、学生の長髪禁止、パーマネント廃止などの「生活刷新案」を決定した。9月1日以降は、毎月1日に「日の丸弁当」を奨励する興亜奉公日が設けられた。

### 国民精神総動員本部
米内内閣発足後の1940年4月26日、国民精神総動員委員会官制は勅令308号によって廃止され、運動組織は内閣総理大臣を会長とする「国民精神総動員本部」に一本化された。これを期に、上流階級を狙い撃ちにする戦術に改められ、一定の効果をあげた。内務省が9月、隣組の制度を発足させた。

### 大政翼賛会・情報局
国民精神総動員本部は同年10月、生みの親であった近衛文麿を中心とする新体制運動の動きに合わせて、10月、大政翼賛会に吸収されて消滅した。しかしその後も、国民精神文化研究所など文部省は、戦意昂揚のための宣伝を続けていった。
12月には、戦争に向けた世論形成、プロパガンダと思想取締の強化を目的に、内閣情報部と外務省情報部、陸軍省情報部、海軍省軍事普及部、内務省警保局検閲課、逓信省電務局電務課の各省各部課に分属されていた諜報事務の統一化を目指した、内閣情報局（情報局）が発足。情報局は同月、大日本言論報国会を創設して、婦人選挙権獲得運動を展開していた市川房枝らの大日本婦人会も組み込んでいった。

## 標語一覧
国民精神総動員運動は、対内において、国際収支均衡確保のための外貨獲得政策となり、対外において、日本の目的が西洋的覇道でなく「八紘一宇の大理想」、換言すれば「東洋の王道」に基づき、「人類共同の敵たる共産主義」の絶滅にあることを明確にする役目を担った。しかし、実際には後者の役目が果たされたとは言い難い。逆に、企画院、興亜院、商工経済会などの官僚機構による計画経済が推進されていた。ジャーナリズムは1869年（明治2年）から新聞紙條例、新聞紙法によって統制されている状態であり、日本における検閲が存在した。
- ぜいたくは敵だ!
- 日本人ならぜいたくは出来ない筈だ!
- 欲しがりません勝つまでは
- 石油の一滴、血の一滴
- 東條首相の算術「2+2=80」
- パーマネントはやめましょう
- 国民精神総動員
- 進め一億火の玉だ
- 遂げよ聖戦 興せよ東亜
- 聖戦だ 己れ殺して 国生かせ

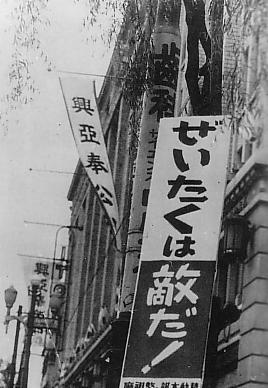
ぜいたくは敵だ!
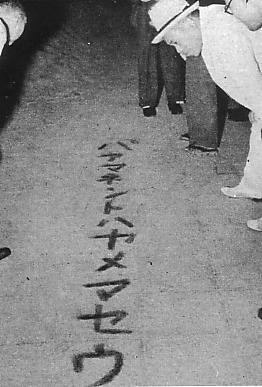
パーマネントはやめましょう
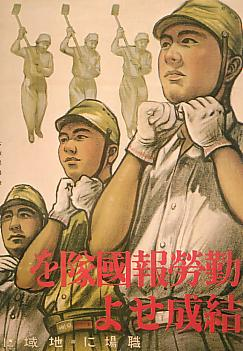
勤労報国隊を結成せよ
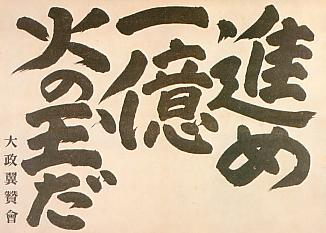
進め一億火の玉だ

このような標語に対し、一般国民の中には、「ぜいたくは敵だ!」に「素」の字を書き加えて「ぜいたくは素敵だ!」と揶揄するなど、当時の国策に対する間接的な批判を試みた者も少なからず存在した。ただし、これらの行為は全て匿名で行われており、誰が最初に始めたかは分かっていない。
同様のキャンペーンは1942年以降、国民決意の標語に引き継がれた。

### 史料
- “総動員計画設定処務要綱案”.  田中義一内閣 (1929年6月18日). 2018年8月26日閲覧。
- “国民精神総動員実施要綱”.  第1次近衛内閣 (1937年8月24日). 2018年8月26日閲覧。
- “国民精神総動員強化方策”.  平沼内閣 (1939年2月9日). 2018年8月26日閲覧。
- 「国民精神総動員委員会官制」御署名原本（昭和14年勅令第80号） - 国立公文書館デジタルアーカイブ
- 『昭和史』（新版）岩波書店〈岩波新書, 青-355〉、1959年。ISBN 4004131308。
- 熊谷次郎『隣組読本』（新版）非凡閣、1940年。
- 司法省「ナチスの刑法 (プロシヤ邦司法大臣の覚書)」『司法資料』第184巻、ウィキソース、1934年。
- 司法省「ナチスの法制及び立法綱要（刑法及び刑事訴訟法の部）」『司法資料』第211巻、ウィキソース、1936年。
- E. D. ファン・ワルリー「経済上から見た蘭領東印度と極東諸国の関係」『国際パンフレット通信』第890巻、タイムス出版社、1936年、1-54頁。
- カール・ハウスホーファー 著、石島栄、木村太郎 訳「東亜建設の理念」『大東亜地政治学』投資経済社出版部、1941年。